# Иванов, Игорь Юрьевич
Игорь Юрьевич Иванов (род. 19 мая 1954, Ленинград) — советский и российский актёр театра и кино. Народный артист России (2004).

## Биография
Игорь Иванов родился в Ленинграде.
В 1979 году окончил Ленинградский государственный институт театра, музыки и кинематографии, мастерская А. Кацмана, Л. Додина.
С 1979 по 1980 года — актёр Томского ТЮЗа.
С 1980 года работает в Ленинградском областном Малом драматическом театре.
В 2002 году Игорь Иванов организовал свой собственный антрепризный проект — «Чрезвычайно зависимое театральное сообщество».

## Роли в театре
- «Дом» — Егорша
- «Братья и сёстры» — Пётр Житов
- «Муму» — Мужик
- «Звёзды на утреннем небе» — Николай
- «Вишнёвый сад» — Лопахин
- «Бесы» — Лебядкин
- «Пьеса без названия» — Глагольев
- «Любовь под вязами» — Симон
- «Король Лир» — Король Французский
- «Дядя Ваня» — профессор Серебряков
- «Жизнь и судьба» — Мостовской
- «Бесплодные усилия любви» — Дон Армадо
- «Долгое путешествие в ночь» — Джеймс Тайрон
- «Коварство и любовь» — Президент фон Вальтер
- «Гамлет» — Марцелл

## Фильмография
- 1964 — Метель — эпизод
- 1982 — Дом (фильм-спектакль) — Егорша
- 1983 — Небывальщина — щёголь с ярмарки, соблазнитель жены Незнама
- 1984 — Каждый десятый — Елизар Коромыслов по прозвищу Мизинчик
- 1984 — Два гусара — эпизод
- 1984 — Иван Павлов. Поиски истины — учитель арифметики
- 1984 — По коням — Кирилл Петрович Мишин, старший физрук
- 1985 — Противостояние — приятель Киры Королёвой
- 1988 — Опасный человек — Бюрократ, На переговоре с Павловым играл в настольный теннис
- 1988 — Цыганский барон — адъютант губернатора Омонай
- 1988 — Эти… три верные карты…
- 1989 — Украденное свидание
- 1990 — Николай Вавилов — Шелудько
- 1995 — Прибытие поезда (киноальманах) («Трофимъ»)
- 1998 — Менты. Улицы разбитых фонарей (Серия «Страховочный вариант»)
- 2003 — Бандитский Петербург. Фильм 6. Журналист — Сергей Сергеевич Журавский, генерал ФСБ
- 2004 — Менты. Улицы разбитых фонарей 6 (Серия «Пограничное состояние») — Павел Сергеевич Гуров, заведующий кафедрой психологии
- 2005 — Sказка O Sчастье — Артур
- 2005 — Брежнев — А. Н. Шелепин
- 2005 — Есенин (телесериал) — полковник Ломан, начальник Царскосельского лазарета
- 2006 — Важнее, чем любовь (новелла «Длинный день») — академик Маркин, друг Егорова
- 2006 — Контора — Куратор
- 2006 — Ментовские войны 3 (Серия «Второй фронт») — Дитер Хольт, немецкий полицейский
- 2007 — Последнее путешествие Синдбада — Борис Щепкин
- 2008 — Бесы (телеспектакль) — Лебядкин Игнат Тимофеевич
- 2008 — Мамочка, я киллера люблю — Леонид Гусельников, прокурор
- 2008 — Судебная колонка (серия «Квартира для ветерана») — полковник Виденеев
- 2009 — Возвращение Синдбада — Борис Щепкин
- 2009 — Катерина. Возвращение любви — эпизод
- 2009 — Опергруппа — Юрий Сергеевич Махров, генеральный директор фирмы «Буцефал», легализованный вор в законе
- 2011 — Часы любви — Кербер, человек из прошлого, которому 500 лет
- 2013 — Провинциал — Михаил Васильевич Макеев («Макей»), криминальный авторитет[1]
- 2013 — Всё началось в Харбине — Николай Петрович Эйбоженко
- 2013 — Маяковский. Два дня — Станиславский
- 2014 — Кухня в Париже — Сергей Сергеевич, начальник управления протокола Президента РФ
- 2017 — Мата Хари — мэтр Клюне, адвокат
- 2017 — Кухня. Последняя битва — Сергей Сергеевич, начальник управления протокола Президента РФ
- 2017 — Казнить нельзя помиловать — Анатолий Иванович Кулешов, майор милиции, руководитель отдела по борьбе с бандитизмом
- 2017 — Крылья Империи — Марченко, генерал
- 2020 — Водоворот — Олег
- 2021 — Воскресенский — пожарный инспектор
- 2021 — Майор Гром: Чумной Доктор — Сергей Бенгальский, судья
- 2021 — Обитель — Михаил Юрьевич Шлабуковский, заключённый Соловецкого лагеря особого назначения, актёр
- 2022 — Этерна: Часть первая — профессор Шабли, ментор в школе оруженосцев Лаик

## Призы и награды
- 1991 — Заслуженный артист РСФСР
- 2004 — Народный артист РФ
- 2003 — «Золотой софит» — За роль Баруха Найлебена
- 2003 — Премия им. Владислава Стржельчика — За роль Баруха Найлебена
- 2002 — Международная премия Станиславского — За роль Серебрякова